# 아무가
아무가(아목가, 阿木哥, 키릴 문자:Амуга, ？－1324년 6월)는 몽골 원 제국의 쿠빌라이 칸(원 세조)의 아들인 친킴의 둘째 아들인 다르마발라의 서장자(庶长子)로, 원 무종, 원 인종에게는 이복 형이 된다.
원사(元史)등의 한자 사료는 아목가(阿木哥)로, 집사(集史) 등의 페르시아어 사료에서는 에무게(اموگه Āmūge)로 기록되었다. 고려 충숙왕비 조국장공주 금동의 아버지이자, 공민왕비 노국대장공주의 할아버지이다. 충숙왕의 다른 후궁 경화공주도 에무게의 딸이라는 설이 있다.

## 생애

### 어린 시절
에무게는 1280년 이전에 출생하였으나 정확한 생년월일은 전하지 않는다. 쿠빌라이 카안의 손자로 회왕이자 황태자 다르마발라와 시비 곽씨의 아들이었다. 어머니는 곽씨(郭氏)는 원래 쿠빌라이 칸의 궁인으로, 다르마발라가 장성하였을 때 친킴 태자와 입궐하자 쿠빌라이 칸이 손자에게 궁녀를 내려 주었으며, 다르마발라와의 사이에서 에무게를 낳았다. 그는 다르마발라의 첫 아들이었으나, 원사연의에 의하면 곽씨의 신분은 미천하여 정실부인이 되지 못했다 한다. 일설에는 곽씨가 외국인이었다는 설도 있다. 정궁 소생의 아들이 아닌 서출이라서 칸위를 상속받지 못했다.
쿠빌라이 카안이 사망하고 올제이투 테무르 칸이 즉위하자, 중앙아시아에서 카이두가 호기로 보고, 원나라를 공격하였다. 1302년 에무게는 카이산과의 전투에 에무게 역시 군사를 이끌고 사령관으로 출정하였다.
대덕(大德) 6년(1302년) 11월 하서(河西) 영하(宁夏)의 선사군(善射军)을 에무게의 휘하에 예속되게 하였다. 하서 지방에서 카이두군을 격퇴한 뒤, 안서왕 아난다의 군사를 철수하고 에무게가 이끄는 군사를 하서 영하에 배치했다. 원 성종이 갑자기 죽자, 다르마발라의 정궁인 다기는 그를 여러 번 헐뜯고, 그의 음란함을 징치한다는 이유로 고려로 유배보냈다.

### 위왕 책봉
퀼리그 칸 카이산이 원 무종으로 즉위하자 그는 바로 소환되어 위왕(魏王)에 봉해졌으며, 수뉴금인(兽纽金印)을 하사받았다. 원 인종이 즉위하자(1311년) 들어가 알현하였는데, 원 인종은 행성(行省)에 유시하기를 "짐은 에무게와는 아버지가 같고 어머니가 다르다. 짐이 그를 기르지 않는다면 누구에게 의지할 것인가?(朕与阿木哥同父异母, 朕不抚育之彼将谁赖耶?)"라며 초(钞) 2천 정을 내리고 다른 전례에 구애되지 않게 하였다. 원 인종 아유르와르바다는 즉위 후 칙령을 내려 에무게에게 식읍 2만 호를 하사하였다.
이듬해 경원로(庆元路) 정해현(定海县) 65,000호를 식읍으로 하사받았는데, 얼마 안 되어 죄를 지어 고려의 탐라(제주도)로 유배되었다가 다시 고려의 대청도(大青岛)로 옮겨졌다.
1317년 술사 조자옥(赵子玉)이 위왕부의 사마(司马)인 조탈불태(曹脱不台) 등에게, 에무게의 이름이 도참(图谶)에 응한다(그에게 왕이 될 기운이 있다)며 몰래 병기와 갑옷, 깃발과 북을 갖추어 두고 배편으로 대청도로 가서 에무게를 맞이해서 대도로 들이고 난을 일으키려 하였는데, 에무게는 조자옥 등의 황제 추대 제의를 거절하고 만나주지 않았다. 조자옥, 조탈불태 등이 이진(利津)에 이르렀을 때 일이 발각되어 조자옥 등은 주벌되었고, 에무게도 1318년 고려로 유배되었다. 그 해 어떤 이유로 영지와 왕인(도장)을 압수당했다. 1323년 소환되어, 대동(大同)으로 옮겨졌다.

### 생애 후반
영종 시디발라 케겐 칸이 암살되었을 때, 다르마발라의 후손으로는 퀼리그 칸 카이산의 아들 후트그투 칸 쿠살라(후일의 원 명종)와 토그 테무르 칸(후일의 원 순제), 에무게가 있었지만, 신하들은 카이산의 어린 아들들을 꺼렸고, 에무게 역시 알 수 없는 이유로 배제되어 다르마발라의 형 진헌무왕 카말라의 아들 진왕 예순 테무르를 추대했다. 이후의 행적은 알려진 것이 없다.
예순 테무르 즉위 후, 예순 테무르는 태정(泰定) 원년(1324년)에 에무게를 소환하여 궐로 오도록 하였다. 그해 1월 봉지 다퉁을 떠나 입경했지만, 1324년 5월 6월에 사망하였는데 사망 원인은 기록에 등장하지 않는다. 시호는 미상이다.

## 자녀
일설에는 경화공주 역시 그의 딸이라는 설이 있다.
- 아들
  - 아로(阿鲁) - 원 지순(至顺) 원년(1330년)에 원 문종으로부터 서정왕(西靖王)으로 봉해졌으며 섬서(陕西)로 나아가 진수하였다.
  - 베이르테무르(孛羅帖木儿) - 위왕(魏王)에 봉해졌으며, 고려 공민왕(恭愍王)의 부인인 노국대장공주(鲁国大長公主, 인덕왕후仁德王后)의 아버지이다.
- 딸
  - 조국장공주(曹国长公主) 금동(金童, 1308－1325년) - 고려 충숙왕(忠肅王)의 왕비.
  - 경화공주, 그의 딸이라는 설이 있음.

## 기타
고려 충숙왕비 조국장공주 금동의 아버지이자, 둘째 아들 베이르테무르의 딸은 공민왕비 노국대장공주이다. 그러나 그의 조국장공주는 자녀를 낳지 못했고, 노국대장공주 인덕왕후가 낳은 아들은 일찍 죽어 고려의 왕위를 계승하지 못했다.

## 참고 자료
- 《고려사》
- 《원사》(元史) · 종실세계표(宗室世系表)
- 《신원사》(新元史)

## 같이 보기
- 조연수
- 조국장공주
- 경화공주
- 노국대장공주
- 충숙왕
- 공민왕